# Moacir Júlio Silvestri
Moacir Júlio Silvestri (Carazinho, 11 de julho de 1926 - Guarapuava, 2 de novembro de 1982) foi um advogado e político brasileiro. Foi prefeito de Guarapuava duas vezes, deputado estadual e deputado federal.

## Biografia
Filho de Atílio Silvestri e de Ema Grattieri Silvestri, estudou na cidade de Santa Maria (RS), prosseguindo os estudos em Porto Alegre, onde se formou contador. Bacharelou-se pela Faculdade de Direito de Curitiba.
Entre 1959 a 1962, foi prefeito da cidade de Guarapuava. Em outubro de 1962, elegeu-se deputado estadual pelo Partido Trabalhista Brasileiro. Em novembro de 1966, elegeu-se deputado federal pela ARENA. Em novembro de 1968, elegeu-se, novamente, prefeito de Guarapuava.
Foi casado com Elza Rosa Carollo Silvestri, com quem teve seis filhos, entre eles, Cezar Silvestri, também político.

## Morte
Faleceu em 2 de novembro de 1982.